# Александр и ужасный, кошмарный, нехороший, очень плохой день
«Александр и ужасный, кошмарный, нехороший, очень плохой день» (англ. Alexander and the Terrible, Horrible, No Good, Very Bad Day) или «Ужасный день Александра» (англ. Alexander's terrible day) — американский фильм режиссёра Мигеля Артеты. Фильм вышел в прокат в США 10 октября 2014 года.

## Сюжет
Александр — обычный 11-летний парень из нормальной семьи. Утром за день до своего двенадцатилетия он находит жвачку в своих волосах. Неприятности продолжают преследовать его и в школе. В том числе он узнаёт, что девочка, которая ему нравится, пойдет не на его день рождения, а на день рождения более популярного Филипа Паркера. Он пытается рассказать, какой тяжелый у него выдался день, но вся его семья занята своими проблемами. Перед сном на свой день рождения он желает, чтобы его семья тоже смогла испытать такой день, полный неприятностей.

## В ролях
- Эд Оксенбулд — Александр Купер
- Стив Карелл — Бен Купер
- Дженнифер Гарнер — Келли Купер
- Дилан Миннетт — Энтони Купер
- Кэррис Дорси — Эмили Купер
- Элиз и Зоя Варгас — Тревор Купер
- Сидни Фуллмер — Бекки Гибсон
- Белла Торн — Силия
- Меган Маллалли — Нина
- Тони Тракс — Стеф
- Дональд Гловер — Грег
- Дженнифер Кулидж — инструктор по вождению
- Дик Ван Дайк — в роли самого себя

## Восприятие
Фильм получил в основном средние и положительные отзывы критиков. На сайте Rotten Tomatoes фильм имеет рейтинг 61 % на основе 108 рецензий со средним баллом 5,9 из 10. На сайте Metacritic на основе 28 рецензий фильм получил оценку 54 из 100, что соответствует статусу «смешанные или средние отзывы».